# IC 2877
IC 2877 — галактика типу D (карликова галактика) у сузір'ї Лев.
Цей об'єкт міститься в оригінальній редакції індексного каталогу.